# Erik Gandini

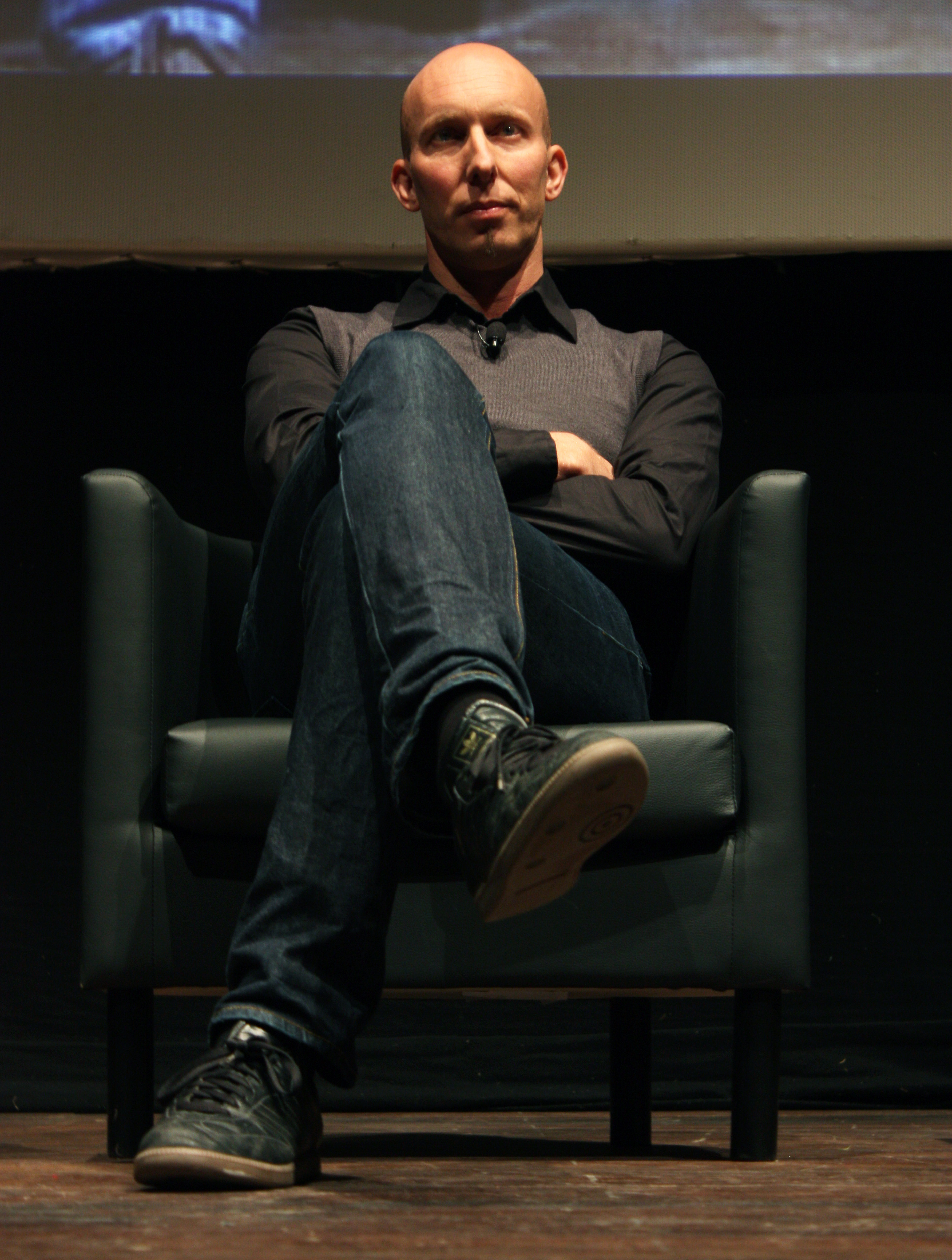
Erik Gandini, 2010

Erik Gandini (Bergamo, 14 de agosto de 1967) é um cineasta italiano, naturalizado sueco. É co-fundador da produtora Atmo.
Gandini realizou diversos documentários com ampla distribuição internacional. Em 2003 foi premiado com o Lobo de Prata  no IDFA (International Documentary Film Festival Amsterdam), o festival internacional de cinema documentário de Amsterdam, com o filme Surplus: Terrorized into Being Consumers, que também recebeu, em 2004, o prêmio de Melhor Longa Metragem do FICA - Festival Internacional de Cinema e Vídeo Ambiental de Goiás.

## Filmografia
- Raja Sarajevo (1994)
- Not Without Prijedor (1996)
- Ameriasians (1998)
- Sacrificio: Who Betrayed Che Guevara? (2001), com Tarik Saleh
- Surplus: Terrorized into Being Consumers (2003)
- Gitmo - Le nuove regole della guerra (2005), com Tarik Saleh
- Videocracy - Basta apparire (2009)